# Chrysochlamys weberbaueri
Chrysochlamys weberbaueri är en tvåhjärtbladig växtart som beskrevs av Adolf Engler. Chrysochlamys weberbaueri ingår i släktet Chrysochlamys och familjen Clusiaceae. Inga underarter finns listade i Catalogue of Life.